# Paecilomyces cremeoroseus
Paecilomyces cremeoroseus är en svampart som beskrevs av Bat. 1957. Paecilomyces cremeoroseus ingår i släktet Paecilomyces och familjen Trichocomaceae.   Inga underarter finns listade i Catalogue of Life.